# テンジン・ナムゲル
テンジン・ナムゲル（Tenzing Namgyal, 1769年 - 1793年）は、インド、シッキム王国（ナムゲル朝）の第6代君主（在位：1780年 - 1793年）。

## 生涯
1780年、父王プンツォ・ナムゲル2世の死により、王位を継承した。
その治世は父王の時代からのネパール王国との戦いがあり、両軍の小競り合いが継続されていた。一時はシッキム軍がネパールの領土に進撃したが、これがネパール軍の総攻撃を招き、ぞの軍勢は1788年から1789年にかけてチヤ峠を越えて、シッキムの首都ラブデンツェを急襲した。
テンジンは何とか王子らとともに首都を脱出することに成功し、カビを経てチベットへ亡命、ダライ・ラマ8世の庇護を受けた。だが、シッキムのティスタ川西岸の領土はネパールに征服されてしまった。
1793年、テンジンは亡命先のラサで死亡した。息子のツグプ・ナムゲルが王位を継承し、シッキムへと帰国した。